# Чайкови
Чайковите (Laridae) са семейство морски птици от разред Дъждосвирцоподобни (Charadriiformes).

## Разпространение и местообитание
Чайковите са предимно въздушни птици, които са разпространени по целия свят.

## Класификация
Семейството включва около 100 вида чайки, рибарки и други видове птици, разпределени в 23 рода.
Семейство Чайкови
- Род Anous (3 вида)
- Род Chlidonias (4 вида)
- Род Chroicocephalus (12 вида)
- Род Creagrus (1 вид)
- Род Gelochelidon (1 вид) – Дебелоклюна рибарка
- Род Gygis (1 вид)
- Род Hydrocoloeus (1 вид) – Малка чайка
- Род Hydroprogne (1 вид) – Каспийска рибарка
- Род Ichthyaetus (6 вида)
- Род Larosterna (1 вид) – Инкска рибарка
- Род Larus (24 вида) – Чайки
- Род Leucophaeus (5 вида)
- Род Onychoprion (4 вида)
- Род Pagophila (1 вид) – Бяла чайка
- Род Phaetusa (1 вид) – Голямоклюна рибарка
- Род Procelsterna (2 вида)
- Род Rhodostethia (1 вид)
- Род Rissa (2 вида)
- Род Rynchops (3 вида)
- Род Sterna (13 вида)
- Род Sternula (7 вида)
- Род Thalasseus (7 вида)
- Род Xema (1 вид) – Вилоопашата чайка

## Други
На чайките е наречена улица в квартал „Триъгълника-Надежда“ в София (Карта).